# 古巴基督教民主党
古巴基督教民主黨（西班牙語：Partido Demócrata Cristiano de Cuba，缩写为PDC）是古巴的一個基督教民主主義政黨，成立於1959年。该党隸屬於中間派民主國際、美洲基督教民主組織和拉丁美洲党派联盟。